# Jižní Morava (řeka)
Jižní Morava (srbsky Јужна Морава) je řeka v Srbsku. Je pravou zdrojnicí Velké Moravy. Je 295 km dlouhá. Povodí má rozlohu přibližně 15 469 km², z čehož je 1200 km² v Bulharsku.

## Průběh toku
Na horním toku protéká mezi horami a na dolním předhůřím a mezi kopci. Po soutoku se Západní Moravou tvoří Velkou Moravu.

## Vodní stav
Nejvyšší vodnosti dosahuje na jaře. Průměrný průtok vody v ústí činí 100 m³/s.

## Využití
Využívá se k zavlažování, plavení dřeva a zisku vodní energie. Leží na ní města Vranje a Aleksinac. Řeka má značný potenciál pro výrobu elektrické energie, nebyla však přehrazena a nenachází se na ní žádné větší stavby. Na přítoku Vlasina se nachází menší elektrárny (Vrla I-IV).
Stejně jako v případě jiných řek v regionu i Jižní Morava trpí vysokou mírou znečištění odpadem, především plasty.